# Juan Glize
Juan Glize (Montevideo, Uruguay; 1888 - Buenos Aires, Argentina; 1948) fue un director, productor y camarógrafo uruguayo que hizo su carrera en Argentina.

## Carrera
Juan Glize fue un pionero del cine argentino. De chico emigró junto a sus padres a la Argentina donde al poco tiempo se nacionalizó. Se dedicó al mundo del arte, la producción y la dirección. En 1913 se desempeñó como ayudante de dirección de Mario Gallo. Luego trabajó para la compañía distribuidora North American Films (1915-1917).
A los 30 años, en 1918, se unió a la cinematografía del Río de la Plata y comenzó a dirigir sus tres películas mudas, que tuvieron como primeras figuras a Tita Merello, Pedro Gialdroni, Vina Velázquez, Gemma di Guelfo, entre otras.
Como productor colaboró con algunos films bajo la dirección de Nelo Cosimi y de José Agustín Ferreyra. Sus trabajos se proyectaron a países limítrofes como Chile, Bolivia, Paraguay y Uruguay.
En 1941 trabaja como cámara para el film Tierra adentro, dirigido por Tino Dalbi y protagonizado por Guillermo Casali y María Teresa Greco.

## Filmografía
Como director:
- 1918: Buenos Aires tenebroso.
- 1918: Violeta o La reina del tango.
- 1918: La garra porteña.

Como productor: 
- 1916: Una aventura de Appiani.
- 1918: Mi último tango.
- 1926: La costurerita que dio aquel mal paso.
- 1930: El cantar de mi ciudad.

Como camarógrafo:
- 1941: Tierra adentro.[4]